# Étreillers
Étreillers és un municipi francès situat al departament de l'Aisne i a la regió dels Alts de França. L'any 2007 tenia 1.120 habitants.

## Demografia

### Població
El 2007 la població de fet d'Étreillers era de 1.120 persones. Hi havia 401 famílies de les quals 74 eren unipersonals (33 homes vivint sols i 41 dones vivint soles), 145 parelles sense fills, 156 parelles amb fills i 26 famílies monoparentals amb fills.
La població ha evolucionat segons el següent gràfic:
Habitants censats

### Habitatges
El 2007 hi havia 423 habitatges, 400 eren l'habitatge principal de la família, 9 eren segones residències i 15 estaven desocupats. 419 eren cases i 4 eren apartaments. Dels 400 habitatges principals, 340 estaven ocupats pels seus propietaris, 56 estaven llogats i ocupats pels llogaters i 4 estaven cedits a títol gratuït; 6 tenien dues cambres, 36 en tenien tres, 88 en tenien quatre i 269 en tenien cinc o més. 285 habitatges disposaven pel capbaix d'una plaça de pàrquing. A 154 habitatges hi havia un automòbil i a 197 n'hi havia dos o més.

### Piràmide de població
La piràmide de població per edats i sexe el 2009 era:
| Homes | Edats   | Dones |
| ----- | ------- | ----- |
| 0     | 95 o +  | 4     |
| 0     | 90 a 94 | 20    |
| 4     | 85 a 89 | 24    |
| 4     | 80 a 84 | 20    |
| 20    | 75 a 79 | 24    |
| 12    | 70 a 74 | 20    |
| 32    | 65 a 69 | 32    |
| 28    | 60 a 64 | 32    |
| 8     | 55 a 59 | 20    |
| 44    | 50 a 54 | 36    |
| 72    | 45 a 49 | 52    |
| 20    | 40 a 44 | 24    |
| 48    | 35 a 39 | 44    |
| 36    | 30 a 34 | 20    |
| 28    | 25 a 29 | 60    |
| 20    | 20 a 24 | 16    |
| 16    | 15 a 19 | 48    |
| 44    | 10 a 14 | 20    |
| 60    | 5 a 9   | 40    |
| 40    | 0 a 4   | 36    |

## Economia
El 2007 la població en edat de treballar era de 689 persones, 489 eren actives i 200 eren inactives. De les 489 persones actives 440 estaven ocupades (236 homes i 204 dones) i 49 estaven aturades (21 homes i 28 dones). De les 200 persones inactives 88 estaven jubilades, 54 estaven estudiant i 58 estaven classificades com a «altres inactius».

### Ingressos
El 2009 a Étreillers hi havia 429 unitats fiscals que integraven 1.173 persones, la mediana anual d'ingressos fiscals per persona era de 17.577 €.

### Activitats econòmiques
Dels 42 establiments que hi havia el 2007, 1 era d'una empresa alimentària, 5 d'empreses de fabricació de material elèctric, 3 d'empreses de construcció, 13 d'empreses de comerç i reparació d'automòbils, 2 d'empreses de transport, 1 d'una empresa d'hostatgeria i restauració, 1 d'una empresa d'informació i comunicació, 1 d'una empresa immobiliària, 5 d'empreses de serveis, 8 d'entitats de l'administració pública i 2 d'empreses classificades com a «altres activitats de serveis».
Dels 6 establiments de servei als particulars que hi havia el 2009, 1 era una oficina de correu, 1 funerària, 2 tallers de reparació d'automòbils i de material agrícola, 1 paleta i 1 electricista.
Dels 4 establiments comercials que hi havia el 2009, 1 era una botiga de més de 120 m², 1 una botiga de menys de 120 m², 1 una fleca i 1 una joieria.
L'any 2000 a Étreillers hi havia 11 explotacions agrícoles.

## Equipaments sanitaris i escolars
L'únic equipament sanitari que hi havia el 2009 era una farmàcia.
El 2009 hi havia una escola elemental.

## Poblacions més properes
El següent diagrama mostra les poblacions més properes.